# 香港—泰國關係
香港與泰國關係，是指歷史上的香港和泰國（包括現在中華人民共和國香港特別行政區與泰王國之間的雙邊關係和香港主權移交前，英屬香港和日佔香港與泰王國的關係。）香港開埠之初已有暹羅華商從事南北行和轉口業務。而香港總督寶靈亦曾代表英國在1855年簽訂《寶靈條約》，以開放暹羅對外貿易。1990年代初，香港開始輸入泰籍家庭傭工，有些泰國人亦因此移民香港。

## 歷史
早在香港開埠初期，暹羅華商便開始在香港從事經貿業務。香港第一家南北行，主要經營暹羅大米進出口業務的元發行便是由暹羅華商高滿華於1854年創立。當時的暹羅華商多在香港出口潮汕土產和歐美日產品至暹羅。1855年，暹羅和英國簽訂開放暹羅對外貿易的《寶靈條約》時，亦由香港總督寶靈擔任英方代表。
第二次世界大戰期間，香港與泰國的商貿往來曾經停止。1946年至1966年間，香港與泰國的經貿關係蓬勃，並成立了香港暹羅幫公會和香港泰國進出口商會。其中香港泰國進出口商會在當時有約80個會員。港泰貿易關係直至1960年代才開始式微。
1990年代，泰國修訂《勞動法》，香港因而從泰國輸入家庭傭工。這些家傭及其後代亦開始在香港定居。這些移居香港的泰國人多居住於九龍城區及觀塘區一帶，並較多經營泰國餐館，香港九龍城至今有小泰國別稱。香港主權移交後，曾任泰國總理，因2006年泰國軍事政變而流亡海外的他信·西那瓦亦經常訪問香港。2013年，泰國總理英祿·西那瓦訪問香港，其後香港政務司司長林鄭月娥亦回訪泰國。
2016年10月4日，香港政黨香港眾志秘書長黃之鋒在泰國曼谷素萬那普機場被拘留，28名非建制派香港立法會議員翌日發表聲明，促請入境事務處、保安局和當天訪泰的律政司司長袁國強就該事件向泰國政府交涉。香港立法會議員梁國雄、朱凱廸、邵家臻、張超雄和毛孟靜等50餘人亦在當天前赴泰國駐香港總領事館抗議泰國政府拘留黃之鋒。泰國總理巴育·占奧差和素萬那普機場入出境管理局警察副大隊長普育席朋曾表示泰國政府是因應中華人民共和國政府的要求拒絕黃之鋒入境泰國，但普育席朋其後否認有關說法，而香港律政司司長袁國強稱黃之鋒被泰國政府拘留一事與中華人民共和國政府無關，其後又指泰國總理指受中方干預之說法為翻譯問題。

## 經貿關係
- 香港出口到泰国的产品（1995年—2014年）[16]
- 泰国出口到香港的商品（1995年—2014年）[17]

根據經濟複雜性研究中心網站上的數據，1995年至1999年間，香港對泰國的出口額維持在6億美元的水平，至2000年開始上升至2008年的20億美元，2009年出口額曾下跌至16億美元，但至2011年升至超過20億美元，但其後回跌至2014年的10億美元。香港主要向泰國出口機械及貴金屬。
而泰國對香港的出口額自1995年至2011年間大致呈上升趨勢，2011年時出口額達140億美元，其後在2012年下跌至約100億美元，2013年回升至約120億美元。泰國主要向香港出口機械、貴金屬和紙製商品。2016年上半年，香港為泰國第四大出口目的地。
直至2015年6月，有27家泰國公司在香港設立辦事處。

## 文化關係
2015年，訪問泰國的香港遊客人數達67萬人，而在2016年首7個月則有354,178名泰國遊客訪問香港。
2014年11月21日，為響應泰國水燈節，香港大學文學院現代語言及文化學院曾在百周年校園舉行水燈節活動。2015年1月23日，香港駐新加坡經濟貿易辦事處、香港貿易發展局和香港旅遊發展局曾合辦「2015年曼谷——香港電影之夜」，在曼谷首映香港電影《一個人的武林》。

## 外部連結
- 泰國駐香港總領事館 （页面存档备份，存于）